# Nationale vlag

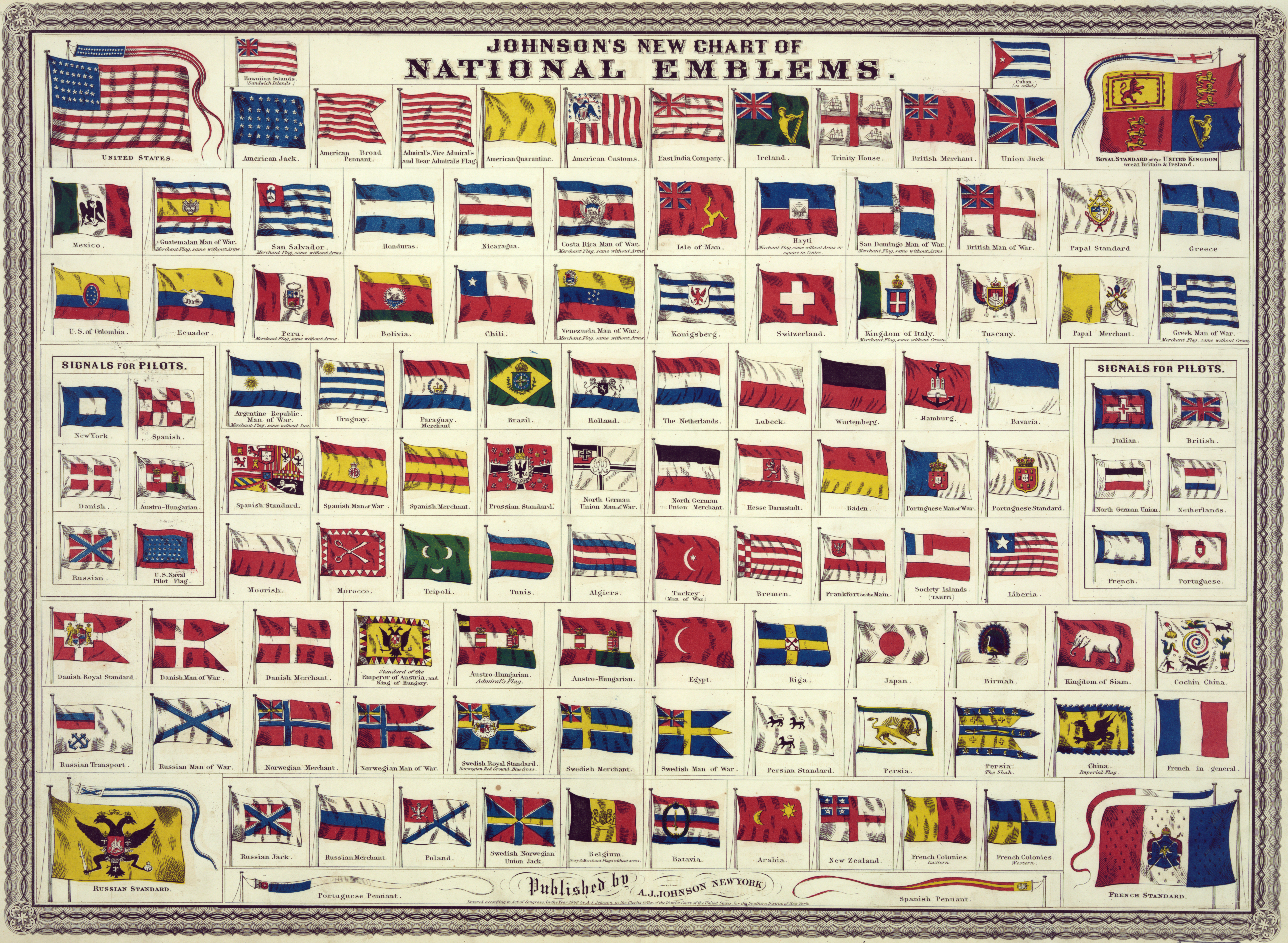
Johnson's new chart of national emblems (Johnson's nieuwe overzicht van nationale emblemen), uitgegeven rond 1868. De grote vlaggen die in de hoeken van het overzicht getoond worden zijn de 37 sterren tellende vlag van de Verenigde Staten (gebruikt van 1867-1877), de Koninklijke Standaard van het Verenigd Koninkrijk, de Russische Keizerlijke Standaard, en de Franse driekleur met daarop een Franse Keizerlijke Adelaar.

Een nationale vlag is een vlag die een land vertegenwoordigt. De vlag wordt gevlogen door de overheid, maar kan meestal ook uitgehangen worden door de burgers van dat land.
Zowel openbare als particuliere gebouwen, zoals scholen en rechtbanken, mogen de nationale vlag uithangen. In sommige landen worden de nationale vlaggen slechts op speciale vlaggendagen aan niet-militaire gebouwen uitgehangen.

## Geschiedenis

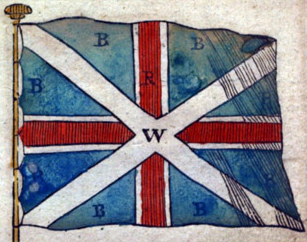
Voorstel uit 1704 voor de vlag van de Union of Crowns, een voorloper van de Union Jack (ingevoerd in 1801).

In het verleden ontstonden vlaggen als legervaandels, die gebruikt werden om op het slagveld vriend van vijand te onderscheiden. Het voeren van vlaggen om het land van oorsprong te onderscheiden, buiten gevechtshandelingen om, ontstond toen de marinevlag werd ingevoerd tijdens het zeilvaarttijdperk, in de vroege 17e eeuw. De oorsprong van de Union Jack, de vlag van Groot-Brittannië, voeren terug tot 1603, toen Jacobus VI van Schotland de Engelse en Ierse tronen erfde (als Jacobus I van Engeland). Hierdoor werden de kronen van Engeland, Schotland en Ierland verenigd in een personele unie (die wel gewoon afzonderlijke staten bleven). Op 12 april 1606 werd een nieuwe vlag ingevoerd met een koninklijk besluit om deze koninklijke unie van Engeland en Schotland te vertegenwoordigen. In dit koninklijk besluit werden de vlag van Engeland (een rood kruis op een witte achtergrond, bekend als het St. George's Cross) en de vlag van Schotland (een andreaskruis op een blauwe achtergrond, bekend als de Saltire of St. Andrew's Cross) samengevoegd, waardoor de vlag van Groot-Brittannië en de allereerste Union Flag tot stand kwam.
Tegelijk met het opkomen van nationalistische gevoelens in de late 18e eeuw, kwam ook bij burgers het verlangen op om nationale vlaggen uit te hangen, waarvan het beste voorbeeld de Amerikaanse vlag is, die oorspronkelijk door de Verenigde Staten als maritiem vaandel was aangenomen in 1777. Na de Amerikaanse Revolutie werd deze vlag algemeen gebruikt om de Verenigde Staten te vertegenwoordigen. De Franse Tricolore werd tijdens de Eerste Franse Republiek voor het eerst gebruikt om Frankrijk te vertegenwoordigen.
De meeste landen van Europa namen een nationale vlag aan in de loop van de 19e en vroege 20e eeuw, vaak gebaseerd op oudere Middeleeuwse oorlogsvlaggen. De voorschriften voor de vlag van Denemarken werden opgetekend in 1748, gebaseerd op een 14e-eeuws ontwerp. De vlag van Zwitserland werd ingevoerd in 1889, ook gebaseerd op Middeleeuwse oorlogsvlaggen. Het Koninkrijk der Nederlanden voerde twee nationale vlaggen in in 1813, zowel een oranje-wit-blauwe als en rood-wit-blauwe driekleur. Pas in 1937 werd definitief voor de rood-wit-blauwe driekleur gekozen.
De vlag van het Ottomaanse Rijk (tegenwoordig de vlag van Turkije) werd ingevoerd in 1844. Andere niet-Europese grootmachten volgden in de late 19e eeuw. De vlag van Japan werd ingevoerd in in 1870, en die van de Qing-dynastie in 1890. De landen van Zuid-Amerika introduceerden eveneens in de 19e eeuw een vlag zodra ze onafhankelijk werden: Peru in 1820, Bolivia in 1851, Colombia in 1860, Brazilië in 1822, enz.

## Proces van invoering
De nationale vlag wordt vaak, maar niet altijd, genoemd of beschreven in de grondwet van een land, maar een gedetailleerde beschrijving kan zijn afgevaardigd in een door de wetgevende macht aangenomen vlaggenwet, of in monarchieën per koninklijk besluit.
De nationale vlag wordt kort genoemd in de Duitse Grondwet van 1949: "de federale vlag is zwart-rood-goud" (art. 22.2 Die Bundesflagge ist schwarz-rot-gold), maar de verhoudingen daarvan werden vastgelegd in een document dat door de overheid in het jaar daarna werd aangenomen. De vlag van de Verenigde Staten is niet in de grondwet verankerd, maar in een afzonderlijke Flag Resolution die in 1777 werd aangenomen.
Kleine veranderingen in het ontwerp van nationale vlaggen worden vaak door de wetgevende of de uitvoerende macht aangenomen, terwijl aanzienlijke veranderingen vaak in de grondwet vastgelegd worden. Het ontwerp van de vlag van Servië bijvoorbeeld, die de communistische ster van de vlag van Joegoslavië wegliet, was een beslissing die werd gemaakt in het Servisch grondwettelijk referendum van 1992, maar de invoering van een wapenschild op de vlag was gebaseerd op een "aanbeveling" van de overheid in 2003, die in 2009 wettelijk werd ingevoerd en opnieuw licht veranderd werd in 2010. De vlag van de Verenigde Staten werd meerdere malen veranderd, omdat het aantal sterren op het kanton gelijkstaat aan het aantal staten. Dit was vastgelegd in de Flag Act van 1818, waar aangegeven werd dat voor elke toelating van een nieuwe staat in de Unie, één ster toegevoegd zou worden aan de vlag. In 1960 werd de vlag voor het laatst veranderd, toen Hawaii toetrad tot de Verenigde Staten.
De nationale vlag wordt vaak veranderd als er een nieuw regime aantreedt, in het bijzonder na een burgeroorlog of een revolutie. In dat soort gevallen blijven de militaire oorsprong en de verbintenis met een bepaalde politieke ideologie zichtbaar in de nationale vlag. Zo wordt een nationale vlag een politiek symbool. De vlag van Duitsland bijvoorbeeld, was een zwart-wit-rode driekleur ten tijde van het Duitse Rijk, overgeërfd van de Noord-Duitse Bond (1866). De Weimarrepubliek die daarna volgde voerde een zwart-rood-gouden driekleur in. Nazi-Duitsland veranderde dit terug naar zwart-wit-rood in 1933, en zwart-rood-goud werd opnieuw ingevoerd door de Bondsrepubliek Duitsland en Duitse Democratische Republiek na de Tweede Wereldoorlog. De vlag van Libië, die ingevoerd was nadat het Libische Koninkrijk was uitgeroepen in 1951, werd vervangen door een volledig groene vlag door Moammar al-Qadhafi na de staatsgreep in 1969. Het werd opnieuw gebruikt door de Nationale Overgangsraad tijdens de Libische Burgeroorlog in 2011 en werd daarna officieel aangenomen.

## Gebruiksvoorschriften
Er worden drie afzonderlijke soorten nationale vlaggen aan land gebruikt, en drie die gebruikt worden op zee. Veel landen gebruiken identieke ontwerpen voor een aantal (en soms alle) van deze zes soorten vlaggen.

### Aan land
Aan land wordt er onderscheid gemaakt tussen civiele vlaggen, ((FIAV symbool )), staatsvlaggen (), en oorlogsvlaggen (). Staatsvlaggen worden gebruikt door overheden, terwijl civiele vlaggen door iedereen gevoerd mogen worden, onafhankelijk van het feit of diegene voor een overheid werkt. Oorlogsvlaggen worden gebruikt door de strijdkrachten: militaire organisaties zoals het leger, de marine of de luchtmacht.
Veel landen gebruiken in de praktijk identieke vlaggen voor deze drie doeleinden. Het woord nationale vlag wordt dan ook soms als vexillologische benaming gebruikt voor zulk een voor drie doeleinden gebruikte vlag (). Echter, in een aantal landen, met name in Latijns-Amerika, zijn er kenmerkende verschillen tussen civiele en staatsvlaggen. In sommige gevallen wordt een versimpelde uitvoering van de staatsvlag voor de civiele vlag gebruikt. Het enige verschil is dan vaak de afwezigheid van een wapenschild op de civiele vlag, die wel aanwezig is op de staatsvlag.
Maar heel weinig landen gebruiken een oorlogsvlag die afwijkt van de staatsvlag. De vlag van China, de vlag van de Republiek China (Taiwan) en de vlag van Japan zijn hier goede voorbeelden van. Zwaluwstaartvlaggen worden als oorlogsvlag en marinevlag gebruikt in de Noordse landen, en van een gewoon wapenfiguur voorziene versies als presidentiële of koninklijke standaarden. De Filipijnen heeft geen afzonderlijke oorlogsvlag in de gebruikelijke betekenis van het woord, maar de vlag van de Filipijnen wordt omgekeerd gevoerd (dus met de rode streep aan de bovenkant, in plaats van de blauwe streep) in tijden van oorlog.

### Op zee
De vlaggen die de nationaliteit van een schip vertegenwoordigen worden vlaggen ter zee genoemd. Er zijn drie soorten vlaggen ter zee. De civiele vlag ter zee () wordt gevoerd door particuliere schepen en in het geval van koopvaardijschepen wordt deze de handelsvlag genoemd. De staatsvlag ter zee () wordt gevoerd door overheidsschepen. De marinevlag (), ook wel 'oorlogsvlag ter zee' genoemd, wordt gevoerd door schepen van de marine. De vlaggen ter zee worden gevoerd vanaf een vlaggenmast op de achtersteven van het schip, of vanaf de gaffel. Als er geen gaffel is, mag de vlag ook vanaf de ra gevoerd worden. Nationale vlaggen mogen ook op vliegtuigen en de landvoertuigen van belangrijke ambtsbekleders gevoerd worden. Op vliegtuigen wordt meestal een geschilderde vlag gebruikt, die er meestal uitziet alsof zij in de wind aan het wapperen is.
In sommige landen, zoals de Verenigde Staten en Canada (behalve de marinevlag van de Koninklijke Canadese Marine) zijn de nationale vlaggen ter zee identiek aan de nationale vlaggen aan land, terwijl in andere landen, zoals het Verenigd Koninkrijk en Japan, worden er specifieke vlaggen ter zee gebruikt. De meeste landen hebben geen afzonderlijke staatsvlag ter zee. Het Verenigd Koninkrijk is hier een zeldzame uitzondering op: dit land gebruikt een rode civiele vlag ter zee, een witte marinevlag en een blauwe staatsvlag ter zee.

### Protocol

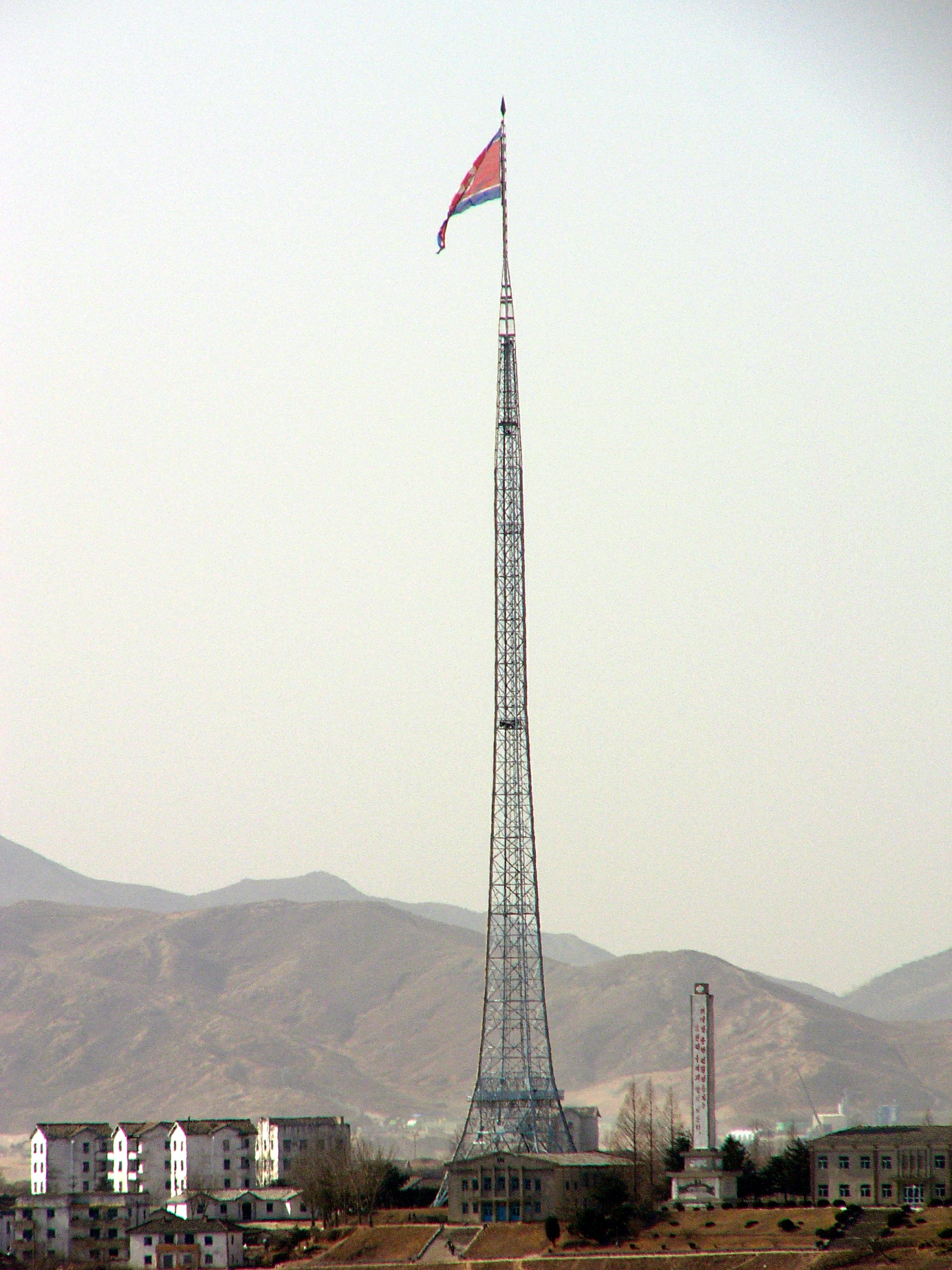
De op twee na hoogste vlaggenmast, die een 270 kilogram zware vlag van Noord-Korea voert. De vlaggenmast is 160 meter hoog en kijkt uit over Kijŏng-dong ("Vredesdorp") nabij Panmunjom, op de grens tussen Noord-Korea en Zuid-Korea.

Er spelen een hele hoop voorschriften mee bij het op de juiste manier tonen van nationale vlaggen. Een algemene regel geldt dat de nationale vlag niet lager dan een andere vlag gevoerd mag worden, omdat dat als oneervol wordt ervaren. Sommige landen maken hierop een uitzondering voor koninklijke vaandels. De volgende regels zijn meestal toepasbaar als vlaggen aan land worden gevoerd:
- Als een nationale vlag samen met andere vlaggen gevoerd wordt, moet zij als eerste gehesen, en als laatste gestreken worden.
- Als een nationale vlag samen met de nationale vlaggen van andere landen getoond wordt, moeten alle vlaggen ongeveer even groot zijn en op een gelijke hoogte gevoerd worden. Echter, de nationale vlag van het gastheerland moet in een eervolle positie gevoerd worden (in het midden van een oneven aantal vlaggenmasten, of helemaal aan de rechterkant — links gezien vanaf het gezichtspunt van een toeschouwer — van een even aantal vlaggenmasten).
- Als een nationale vlag gevoerd wordt samen met vlaggen die geen nationale vlaggen zijn, moet deze gevoerd worden aan een afzonderlijke vlaggenmast, die ofwel hoger is ofwel in de eerder genoemde eervolle positie staat.
- Als een nationale vlag samen met andere vlaggen aan dezelfde vlaggenmast wordt gevoerd, moet deze bovenaan gevoerd worden, maar men geeft de voorkeur aan afzonderlijke vlaggenmasten.
- Als een nationale vlag samen met andere vlaggen aan gekruiste vlaggenmasten wordt gevoerd, moet de nationale vlag voor de toeschouwer links hangen en deze vlaggenmast moet zich vóór de vlaggenmast van de andere vlag bevinden.
- Als een nationale vlag samen met andere vlaggen in een optocht getoond wordt, moet de nationale vlag zich aan de rechterkant van de marcherende colonne bevinden. Als er een rij vlaggen is, moet de vlag zich in de eerder genoemde eervolle positie bevinden.
- Als een nationale vlag, op enkele uitzonderingen na, ondersteboven wordt gevoerd, dan geeft dit aan dat er sprake is van een noodgeval. Dit is echter slechts traditie. Het wordt niet erkend als een noodsignaal door de Internationale Bepalingen ter voorkoming van aanvaringen op zee. Ook wordt een nationale vlag vaak ondersteboven opgehangen als een teken van verzet of ongehoorzaamheid tegen het desbetreffende land. Tegenwoordig wordt een omgekeerde vlag alleen door de Filipijnen als noodsymbool erkend.

#### Een vlag verticaal ophangen
De meeste vlaggen worden verticaal opgehangen door de vlaggenmast een kwartslag te draaien. Sommige landen hebben echter specifieke voorschriften voor deze manier van ophangen, of gebruiken zelfs speciale vlaggen voor het verticaal ophangen. In de meeste gevallen worden er dan een aantal onderdelen van het ontwerp van de vlag een kwartslag gedraaid — zoals het wapenschild — zodat deze ook in de verticale stand nog steeds omhoog wijzen.
Voorbeelden van landen die speciale voorschriften hebben voor het verticaal ophangen van nationale vlaggen zijn: Canada, Tsjechië, Griekenland, Israel, Filipijnen, Saudi-Arabië, Zuid-Afrika, de Verenigde Staten (achterkant wordt altijd getoond) en het Verenigd Koninkrijk (voorkant wordt altijd getoond).
Voorbeelden van landen die speciale ontwerpen hebben voor het verticaal ophangen van nationale vlaggen zijn: Oostenrijk, Duitsland, Hongarije, Mexico, Polen, Montenegro, en Slowakije (wapenschild moet een kwartslag gedraaid worden naar de gebruikelijke positie); Cambodja (wapenschild moet een kwartslag gedraaid worden, en de blauwe strepen zijn dunner); Dominica (wapenschild moet een kwartslag gedraaid worden en de achterkant moet altijd zichtbaar zijn); Liechtenstein (kroon moet een kwartslag gedraaid worden).

Verticale variatie van de vlag van Slowakije.
Verticale variatie van de vlag van Griekenland.
Verticale variatie van de vlag van Duitsland.
Verticale variatie van de vlag van Montenegro.

## Ontwerp

De vlag van Nepal is de enige nationale vlag die niet rechthoekig is.

De kunst van het ontwerpen van vlaggen heet vexillografie. Bij het ontwerpen van nationale vlaggen komen een aantal gebruiken steeds terug.
Alle nationale vlaggen zijn rechthoekig, behalve de vlag van Nepal. De verhoudingen van de hoogte en de breedte van nationale vlaggen verschillen, maar geen enkele is langer dan zij breed is, behalve opnieuw de vlag van Nepal. De vlaggen van Zwitserland en Vaticaanstad zijn de enige twee nationale vlaggen die precies een vierkant vormen.
De voorkant en de achterkant van alle nationale vlaggen zijn ofwel identiek ofwel gespiegeld, behalve de vlag van Paraguay en de vlag van de gedeeltelijk erkende Arabische Democratische Republiek Sahara.
Vanaf 2011 bestaan alle nationale vlaggen uit op z'n minst twee verschillende kleuren. In veel gevallen zijn de kleuren gerangschikt in horizontale of verticale banen. Driekleuren komen heel veel voor.
Het is gebruikelijk dat er op vlaggen nationale symbolen worden afgebeeld, zoals wapenschilden. Nationale patronen komen voor op sommige vlaggen. Het ontwerp van een nationale vlag kan verschillen in het linksboven liggende kwart, dat ook wel kanton wordt genoemd.

### Kleuren

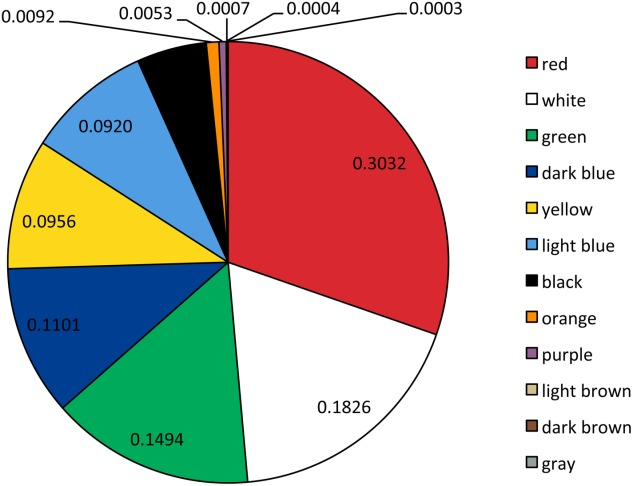
Verdeling van kleuren onder nationale vlaggen.

De meest algemeen gebruikte kleuren in nationale vlaggen zijn rood, wit, groen, donkerblauw, geel, lichtblauw, en zwart. De grafiek rechts geeft de verdeling van het oppervlak van de kleuren van alle nationale vlaggen weer. In de tabel hieronder staat gedetailleerd weergegeven hoe vaak een kleur in de nationale vlaggen voorkomt. De tabel laat zien dat de kleuren lichtbruin, donkerbruin en grijs heel weinig voorkomen. Ze komen enkel en alleen voor in de nationale symbolen op vlaggen, zoals in het wapenschild op de Spaanse vlag.
| Kleur       | Oppervlakte (%) | Aantal vlaggen dat gebruikmaakt van deze kleur |
| ----------- | --------------- | ---------------------------------------------- |
| rood        | 30,32           | 155                                            |
| wit         | 18,26           | 144                                            |
| groen       | 14,94           | 97                                             |
| donkerblauw | 11,01           | 68                                             |
| geel        | 9,56            | 102                                            |
| lichtblauw  | 9,20            | 44                                             |
| zwart       | 5,12            | 69                                             |
| oranje      | 0,92            | 12                                             |
| paars       | 0,53            | 6                                              |
| lichtbruin  | 0,07            | 12                                             |
| donkerbruin | 0,04            | 10                                             |
| grijs       | 0,03            | 7                                              |

### Overeenkomsten
Ook al is het de bedoeling dat de nationale vlag een uniek symbool is, zijn er een aantal landen met vlaggen die heel erg op elkaar lijken. Voorbeelden hiervan zijn de vlaggen van Monaco en Indonesië, waarvan alleen de verhoudingen een klein beetje verschillen; de vlaggen van Nederland en Luxemburg, waarvan zowel de verhoudingen als de kleur van de blauwe baan iets verschillen; en de vlaggen van Roemenië en Tsjaad, waarvan alleen de kleur van de blauwe baan iets verschilt.
De vlaggen van Ierland en Ivoorkust en de vlaggen van Mali en Guinea zijn (los van kleine verschillen in de gebruikte verhoudingen en kleurschakeringen) verticaal gespiegeld aan elkaar. Dit betekent dat de achterkant van de ene vlag gelijk is aan de voorkant van de andere vlag. Anders dan horizontaal gespiegelde vlaggen (zoals de vlag van Polen en Indonesië) is de richting waarin deze vlaggen gevoerd worden noodzakelijk om ze van elkaar te onderscheiden.
Een aantal driekleuren wordt gebruikt door vlaggen in bepaalde gebieden. Blauw, wit en rood zijn de Panslavische kleuren in Slavische landen, zoals gebruikt in de vlaggen van Tsjechië, Slowakije, Rusland, Servië, Slovenië en Kroatië. Deze driekleur wordt ook in niet-Slavische westerse landen gebruikt, zonder de Panslavische context, zoals in de vlaggen van Australië, Frankrijk, IJsland, Nederland, Nieuw-Zeeland, Noorwegen, het Verenigd Koninkrijk en de Verenigde Staten. Veel Afrikaanse landen gebruiken de Panafrikaanse kleuren (rood, geel en groen), waaronder de vlaggen van Ghana, Kameroen, Mali en Senegal. De kleuren rood, wit en zwart (drie van de vier Panarabische kleuren) worden veel gebruikt in Arabische landen, zoals in de vlaggen van Egypte, Irak en Jemen.
Sommige overeenkomsten zijn toevallig, maar andere vinden hun oorsprong in een gezamenlijk gedeelde geschiedenis. De vlaggen van Colombia, Ecuador en Venezuela gebruiken bijvoorbeeld alle drie varianten van de vlag van Gran Colombia, het door de Venezolaanse onafhankelijkheidsheld Francisco de Miranda gestichte land waar alle drie deel van uitmaakten na hun onafhankelijkheid van Spanje. De vlaggen van Jordanië, Koeweit en Palestina zijn alle drie afkomstig van de vlag van de Arabische revolutie van 1916-1918. De vlaggen van Moldavië en Roemenië zijn bijna hetzelfde, vanwege hun gedeelde culturele achtergrond en geschiedenis. Moldavië nam de Roemeense vlag over na zich in 1991 onafhankelijk van de Sovjet-Unie te hebben verklaard. Deze vlag werd door de bevolking gebruikt in demonstraties tegen de Sovjet-Unie. Nadien werd het Moldavische wapenschild (dat op zijn beurt weer onderdeel is van het Roemeense wapenschild) in het midden van de vlag geplaatst. De Noordse landen gebruiken allemaal het Scandinavisch kruis (IJsland, Denemarken, Noorwegen, Zweden, Finland, samen met de autonome gebieden van de Faeröer en Åland), een horizontaal kruis dat naar links is verschoven op een effen achtergrond. De kleuren van de vlaggen van de Verenigde Staten en het Verenigd Koninkrijk zijn rood, wit en blauw. Deze overeenkomst hangt samen met het feit dat de eerste 13 staten van de V.S. voormalige koloniën van het Verenigd Koninkrijk zijn. Ook Australië en Nieuw-Zeeland hebben zeer op elkaar lijkende vlaggen, wat zijn oorsprong vindt in hun gedeelde achtergrond als Britse kolonie. De Union Jack is op beide vlaggen in de linkerbovenhoek afgebeeld, beide vlaggen hebben een koninklijk blauwe achtergrond, en beide tonen het Zuiderkruis. De enige verschillen tussen deze vlaggen zijn dat op de vlag van Australië onder het kanton de Ster van het Gemenebest van Naties is afgebeeld, en dat op de vlag van Nieuw-Zeeland slechts vier sterren van het Zuiderkruis zijn afgebeeld. Ook zijn de sterren op de vlag van Nieuw-Zeeland vijfpuntige rode sterren met witte randen. Op de vlag van Australië daarentegen staan alle vijf de sterren van het Zuiderkruis afgebeeld, en zijn het zevenpuntige witte sterren, op de kleinere vijfde ster in het Zuiderkruis na, die slechts vijf punten heeft. De vlag van de Verenigde Staten vertoont overeenkomsten met de vlag van Maleisië en de vlag van Liberia. Deze laatste is een door Amerika gestichte kolonie voor voormalige slaven.